# Université de technologie centrale
L'université de technologie centrale (Central University of Technology) est une université de technologie située à Bloemfontein en Afrique du Sud. Elle accueille environ 12500 étudiants.